# Concilio di Sutri

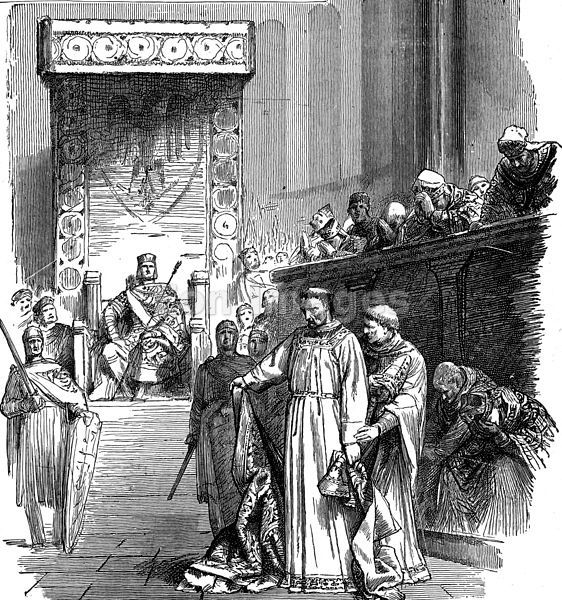
Papa Gregorio VI rinuncia al papato davanti all'imperatore Enrico III di Franconia durante il concilio di Sutri

Il Concilio di Sutri (o Sinodo di Sutri) fu indetto da papa Gregorio VI su richiesta dell'imperatore Enrico III e aperto il 20 dicembre 1046 a Sutri.

## Storia

### Contesto storico
A Roma infuriava la guerra tra varie fazioni nobiliari, ognuna delle quali esprimeva un proprio candidato al papato. Un papa risiedeva a San Pietro, un altro a San Giovanni e un terzo a Santa Maria Maggiore.  Due di loro, Benedetto IX dei conti di Tuscolo e Silvestro III dei Crescenzi, rappresentavano fazioni rivali della nobiltà romana. Gregorio VI aveva acquistato il papato da Benedetto IX l'anno prima. Ogni pretendente aveva i propri sostenitori nella Chiesa e controllava una zona della città.

### Il concilio
Il concilio fu convocato per porre fine ai disordini fra diversi candidati rivali al papato. Una parte della Chiesa incoraggiò Enrico III ad intervenire, sia per risolvere il conflitto sia per ricevere l'incoronazione dal papa. Nell'autunno del 1046 Enrico III, già re dei Romani, attraversò le Alpi alla testa di un numeroso esercito e accompagnato da un brillante seguito di principi secolari ed ecclesiastici, che erano tutti suoi vassalli. L'obiettivo di Enrico era quello di essere incoronato imperatore in modo che non potessero sorgere dubbi sulla sua legittimità e di ristabilire l'ordine a Roma.
Enrico fu ricevuto con onore da Gregorio VI a Piacenza. Fu deciso di convocare un concilio a Sutri, circa 40 km a nord di Roma, lontano dalla violenza delle fazioni urbane. Dinanzi all'assemblea Gregorio confessò che aveva "in buona fede e semplicità" comprato il papato da Benedetto IX nel 1045. Dopo la partenza di Benedetto nel settembre 1044, il vescovo di Sabina si era autoproclamato papa per costrizione dei Crescenzi, con il nome di Silvestro III. Nel 1045 Benedetto IX tornò a Roma e rinnovò le sue pretese al papato, per poi rinunciarvi e vendere il titolo al padrino Giovanni Graziani, che divenne Gregorio VI.
Il concilio convocò i tre pretendenti al papato e intervennero Silvestro III e Gregorio VI. Le rivendicazioni di tutti e tre i pretendenti furono rapidamente rifiutate. Silvestro fu privato della dignità sacerdotale e fu esiliato in un monastero, per poi tornare al suo episcopato in Sabina in un esilio dorato. Fu giudicato usurpatore della Santa Sede, un antipapa, senza alcun diritto al trono pontificio. Gregorio abdicò con le parole: "Io, Gregorio, vescovo, servo dei servi di Dio, sentenzio che debbo essere deposto dal pontificato di Santa Romana Chiesa, per l'enorme errore che attraverso l'impurità simoniaca ha condizionato e viziato la mia elezione". Così, il concilio terminò il 23 dicembre. Il Concilio ebbe una proroga a Roma il giorno seguente per sancire la deposizione di Benedetto IX: fu dichiarato decaduto dal momento in cui aveva abdicato in favore di Giovanni Graziani (Gregorio VI). Il papato fu dichiarato «sede vacante».
Il 24 e 25 dicembre Enrico si rivolse dapprima al potente Adalberto, arcivescovo di Brema, che rifiutò. La scelta di Enrico cadde allora sul suo confessore, Suidgero, vescovo di Bamberga, sede eretta da poco. Suidgero divenne papa con il nome di Clemente II ma insistette per conservare la cattedra di Bamberga, una fonte di rendita autonoma fuori dalla portata delle fazioni romane. Fu immediatamente incoronato, il giorno di Natale. Il suo primo atto da pontefice fu l'incoronazione del suo benefattore e della regina consorte, Agnese d'Aquitania. Il nuovo imperatore ricevette il titolo e il diadema di patrizio romano, una dignità che risaliva al tardo Impero e a cui dal X secolo era associata la facoltà di eleggere il pontefice.